# Studio Pierrot
Studio Pierrot (Jap.: スタジオぴえろ, Sutajio Piero) is een Japanse animatiestudio, opgericht in 1979 door voormalige medewerkers van Tatsunoko Production en Mushi Production. Het hoofdkantoor is gevestigd in Mitaka, Tokio in Japan. 
De studio heeft veel animatieseries geproduceerd in verschillende genres, zoals komedie, fantasy, sciencefiction, educatie en actie. Pierrot heeft al meer dan 70 televisieseries geproduceerd, zoals Nils Holgersson, Vrouwtje Theelepel, Naruto, Bleach en Tokyo Ghoul. Er zijn ook 19 producties met theatrale kenmerken en 84 originele videoanimaties gemaakt.
Het bedrijfslogo is dat van een gezicht van een clown. Pierrot is een Franse clownsnaam.